# Ceradz Dolny
Ceradz Dolny (pol. hist.  Ceradz Nowy) – wieś w Polsce położona w województwie wielkopolskim, w powiecie szamotulskim, w gminie Duszniki. W Ceradzu znajdują się dwa osiedla: starsze - Osiedle Przy Stawie i nowsze - Osiedle Nowy Ceradz.

## Historia
Wieś pierwotnie związana była z Wielkopolską. Istnieje od pierwszej połowy XV wieku i ma metrykę średniowieczną. Po raz pierwszy odnotowana została w języku staropolskim w łacińskim dokumencie z 1418 jako „ Nowa Czeradz”, 1427 „Czeracz”, 1435 „Ceradz Nowy”, 1443 „Ceradz Minor”, 1466 „Czeradz”, 1467 „Czaracz”, 1493 „Nowy Ceracz”, 1505 „Czeracz”, 1510 „Nowa Czyeracz, Czeradz Nowy” . Dawniej wieś nosiła również nazwy Ceradź Dolny i Czeradź Nowy
Miejscowość była początkowo własnością szlachecką należącą do lokalnej wielkopolskiej szlachty z rodu Ceradzkich, którzy od nazwy wsi przyjęli odmiejscowe nazwisko, a później także do Więckowskich, Krzesińskich, Czackich, Nagórskich, Jaktorowskich. W 1467 leżała w powiecie poznańskim województwa poznańskiego w Koronie Królestwa Polskiego. W 1508 należała do parafii Ceradz Stary.
W latach 1415-1427 właścicielem we wsi był Marcin z Nowego Ceradza. W 1415 toczył on proces z Mikołajem i Dziersławem oraz innymi braćmi z Ceradza Starego, którzy powinni przed starostą generalnym wielkopolskim zeznać o podziale majątku dokonanym pomiędzy obu dziedzinami ceradzkimi tj. między Ceradzem Nowym a Ceradzem Starym oraz przenieść na Marcina Ceradzkiego połowę prawa patronatu kościoła w Ceradzu Starym. W wyniku 1415 podział między dziedzinami czeradzkimi. W 1418 Marcin z Nowego Ceradza toczył kolejny proces z Piotrkiem z Grzebieniska o kopce graniczne.
W 1423 dziesięciny z Nowego Ceradza płacono dla dziekana poznańskiego. Niektórzy szlachcice zajęli kilka łanów kmiecych i z nich oddawali dziesięcinę snopową płaconą od snopa, lecz nie dawali dziesięciny z lnu. Natomiast kmiecie płacili zarówno dziesięcinę snopową jak i z lnu. W 1430 w sporze między Strzeżkiem kanonikiem poznańskim a Stanisławem włodarzem i 13 wieśniakami z Nowego Ceradza o porwanie przez nich dziesięciny snopowej, po nałożeniu na nich kary ekskomuniki strony zawarły ugodę. Wieśniacy zobowiązali się zapłacić za tę dziesięcinę 7 grz. W 1510 z łanów kmiecych, także tych opustoszałych., uprawianych przez panów) płacono dziesięcinę dla dziekana poznańskiego, a dla plebana dziesięcinę z folwarku oraz opłatę zwaną meszne.
W 1434 bracia Maciej i Jan dali Ceradz Nowy bratu przyrodniemu Andrzejowi z zastrzeżeniem prawa wykupu, a Andrzej zapisał żonie Marcie posag na wsi. W 1435 Jan z Chojnicy toczył spór z Andrzejem Ceradzkim zaprzysięgając, iż nie jest obowiązany do uwolnienia połowy Ceradza Nowego zgodnie z dokumentem wyderkafu. W 1443 odnotowany został Jan z Ceradza Nowego. W 1446 Andrzej, Maciej, Jan i Mikołaj z Ceradza Nowego byli współpatronami kościoła parafialnego w Ceradzu Starym. W 1462 Małgorzata żona Jana z Ceradza Nowego sprzedała za 50 grzywien z zastrzeżeniem prawa wykupu Mikołajowi swemu szwagrowi z Ceradza Nowego części w Czeszewie, Mikuszewie i Chlebowie koło Miłosławia. W 1466 wspomniany został Jan z Ceradza Nowego. W 1467 Jan Ceradzki zapisał swojej żonie Małgorzacie po 125 grzywien posagu oraz wiana na połowie części w Ceradzu. W 1467 Mikołaj Kotowiecki, jego bratanek Jakub oraz jego siostra Małgorzata żona Jana Czeradzkiego za 180 grzywien sprzedali Iwanowi z Goliny koło Jarocina części Czeszewa, Mikuszewa, Chlebowa i Łojewa koło Miłosławia, spadłe na nich po zmarłej Katarzynie z Czeszewa.
W 1454 Andrzej z Ceradza Nowego odnotowany został na liście jeńców jacy dostali się w niewolę u krzyżaków po bitwie pod Chojnicami jaka miała miejsce w czasie wojny trzynastoletniej .
Miejscowość odnotowały również historyczne rejestry podatkowe. W 1508 wieś zapłaciła wiardunki wojenne z 9 półłanków i jednej kwarty, a karczma zapłaciła 6 groszy. W 1510 we wsi było 24 łany. W części należące do Piotra Więckowskiego, a w części do Marcina Krzesińskiego 2 kmieci, jeden na kwarcie roli, drugi na półłankach. Pan sam uprawiał łan niegdyś kmiecy i należała do niego 1/3 części folwarku. Odnotowano także, ze w innym miejscu było 7 łanów w Ceradzu Nowym oraz dwóch panów. W części Więckowskiego: 4 łany osiadłe, 1 i 1/4 łana opuszczonego, a w części Marcina Krzesińskiego: 1 i 1/4 łany osiadłe i jeden łan opuszczony.  Łany opustoszałe uprawiali panowie. We wsi był folwark, karczma, w której karczmarz uprawiał także ziemię w części folwarku. W 1513 Małgorzata Czacka córka Jana Ciołka, żona Jana Ceradzkiego otrzymała od Barbary wdowy po Sędziwoju Czackim jej dobra oprawne. W 1563 miał miejsce pobór z 6 łanów oraz od karczmy. W 1577 wieś w ramach tenuty dzierżawił Marcin Nagórski. W 1580 płatnikiem poboru podatkowego był Feliks Jaktorowski, który zapłacił go z 6 i 1/4 łana oraz od dwóch zagrodników.
Wieś szlachecka Czeradz noua położona była w 1580 roku w powiecie poznańskim województwa poznańskiego w Rzeczypospolitej Obojga Narodów a jej właścicielem był Feliks Jaktorowski Wskutek II rozbioru Polski w 1793, miejscowość przeszła pod władanie Prus i jak cała Wielkopolska znalazła się w zaborze pruskim. 
Pod koniec XIX wieku w Ceradź Dolny liczył 153 mieszkańców; wszyscy byli katolikami. Majątek, o powierzchni 2245 mórg obejmował wieś szlachecką Ceradz Dolny oraz młyn Wymysłowo, z 8 domostwami i 140 mieszkańcami.
W latach 1975–1998 miejscowość administracyjnie należała do województwa poznańskiego. W 2011 w Ceradzu Dolnym mieszkały 354 osoby.

## Zabytki
We wsi znajduje się zabytkowy park z poł. XIX wieku.

## Gospodarka
W Ceradzu Dolnym znajdowała się gorzelnia.